# Mimi Lempicka
Mimi Lempicka (* 20. Jahrhundert) ist eine französische Kostümbildnerin.

## Leben
Mimi Lempicka ist seit Ende der 1980er Jahre als Kostümbildnerin bei Film und Fernsehen aktiv. Zur Anfangszeit wirkte sie bei zwei großen Produktionen von Luc Besson mit. Für My Way – Ein Leben für das Chanson wurde sie 2013 für einen César für die Besten Kostüme nominiert und 2018 für Au revoir là-haut ausgezeichnet.

## Filmografie (Auswahl)
- 1988: Im Rausch der Tiefe (Le grand bleu)
- 1990: Nikita
- 1991: Im Schatten der Golanhöhen (Pour Sacha)
- 1991: Jesuit Joe
- 1993: Alles für die Liebe (Tout ça … pour ça!)
- 2000: Too Much Flesh
- 2004: Immortal – New York 2095: Die Rückkehr der Götter (Immortel (ad vitam))
- 2005: Isnogud – Der bitterböse Großwesir (Iznogoud)
- 2009: Jungs bleiben Jungs (Les beaux gosses)
- 2012: My Way – Ein Leben für das Chanson (Cloclo)
- 2013: 9 mois ferme
- 2015: Büro der Legenden (Bureau des légendes, Fernsehserie, 10 Folgen)
- 2015: Wir sind alle Astronauten (Asphalte)
- 2017: Au revoir là-haut
- 2019: Eine größere Welt (Un monde plus grand)
- 2019: The Wolf’s Call – Entscheidung in der Tiefe (Le chant du loup)
- 2020: Was dein Herz dir sagt – Adieu ihr Idioten! (Adieu les cons)